# First Division 2000-2001 (Irlanda)
Fu la sedicesima stagione della League of Ireland First Division e vennero promosse le prime due squadre qualificate ovvero: il Dundalk F.C. e il Monaghan United F.C..

## First Division
| Pos. | Squadra                 | Pt | G  | V  | N  | P  | GF | GS | DR  |
| ---- | ----------------------- | -- | -- | -- | -- | -- | -- | -- | --- |
| 1    | Dundalk F.C.            | 69 | 36 | 20 | 9  | 7  | 65 | 38 | +27 |
| 2    | Monaghan United F.C.    | 65 | 36 | 18 | 11 | 7  | 59 | 40 | +19 |
| 3    | Athlone Town A.F.C.     | 64 | 36 | 18 | 10 | 8  | 53 | 37 | +16 |
| 4    | Sligo Rovers F.C.       | 62 | 36 | 19 | 5  | 12 | 61 | 48 | +13 |
| 5    | Waterford United F.C.   | 61 | 36 | 16 | 13 | 7  | 56 | 30 | +26 |
| 6    | Limerick F.C.           | 50 | 36 | 13 | 11 | 12 | 40 | 39 | +1  |
| 7    | Home Farm Fingal F.C.*  | 43 | 36 | 10 | 13 | 13 | 43 | 58 | -15 |
| 8    | Cobh Ramblers F.C.      | 36 | 36 | 10 | 6  | 20 | 43 | 60 | -17 |
| 9    | Drogheda United F.C.    | 21 | 36 | 4  | 9  | 23 | 27 | 62 | -35 |
| 10   | Fingal-St. Francis F.C. | 20 | 36 | 3  | 11 | 22 | 29 | 64 | -35 |

G = Partite giocate; V = Vittorie; N = Nulle/Pareggi; P = Perse; GF = Goal fatti; GS = Goal subiti; DR = Differenza reti;
'*'Home Farm Fingal F.C. cambiò nome in Dublin City F.C. nella stagione successiva.